# Strajk szkolny
Strajk szkolny – wystąpienie młodzieży szkolnej, gimnazjalnej (i akademickiej), wspierane niekiedy przez ich rodziców, a czasem także nauczycieli.
Najbardziej znane strajki szkolne (na ziemiach polskich):
- strajki szkolne w zaborze pruskim (1901–1907):
  - strajk uczniów we Wrześni w latach 1901–1902 głównie w proteście przeciwko modlitwie i nauce religii w języku niemieckim;
  - strajk szkolny w Wielkopolsce w 1906, wywołany zakazem używania języka polskiego na lekcjach religii w szkołach ludowych (podstawowych) w Poznańskiem;
  - strajki szkolne w Prusach Zachodnich w latach 1906-1907, zainspirowane przykładem dzieci ze szkół wielkopolskich;
- strajki szkolne w Królestwie Polskim w czasie rewolucji 1905–1906: żądano wprowadzenia polskiego języka nauczania, zniesienia ograniczeń narodowych i wyznaniowych oraz policyjnego nadzoru nad młodzieżą; zakończone wprowadzeniem języka polskiego w nauczaniu religii, w nauczaniu języka polskiego (jako języka krajowego) oraz zgodą na wprowadzenie języka polskiego jako języka wykładowego w szkołach prywatnych (w związku z wykorzystaniem tego ostatniego prawa niektóre szkoły utraciły uprawnienia szkół państwowych);
  - strajk szkolny w Kielcach (1905), należący do najlepiej przeprowadzonych wystąpień w Królestwie Polskim;
- wystąpienia młodzieży w obronie lekcji religii w szkołach oraz krzyży w klasach (walka o krzyże) w okresie Polski Ludowej;
  - strajk szkolny w Miętnem (1984),
  - strajk szkolny we Włoszczowie (1984)
- Młodzieżowy Strajk Klimatyczny (2019)[1]